# Junzō Karaki
Pour les articles homonymes, voir Karaki.
Junzō Karaki (唐木 順三, Karaki Junzō), né le 13 février 1904 et mort le 27 mai 1980, est un universitaire japonais et un théoricien de la littérature.

## Biographie
Junzō Karaki naît à Miyada, préfecture de Nagano. Il étudie la philosophie à l'université de Kyoto et est élève de Nishida Kitarō. Il écrit, entre autres, une « Introduction à la littérature du Japon » (Gendai Nihon bungaku josetsu, 1932) et un livre sur la littérature japonaise médiévale (Chūsei no bungaku, 1955).
À partir de 1949, il enseigne à l'université Meiji.
L'année de sa mort, il publie un mémorandum sur la responsabilité sociale des scientifiques (Kagakusha no shakaiteki-sekinin ni tsuite no oboegaki). Il est lauréat en 1955 du prix Yomiuri de littérature pour Chūsei no bungaku et fait partie en 1975 des candidats pour le Grand prix de littérature japonaise, non attribué cette année-là.

## Crédit d'auteurs
- (de) Cet article est partiellement ou en totalité issu de l’article de Wikipédia en allemand intitulé « Karaki Junzō » (voir la liste des auteurs).